# Доля секунды (фильм, 1953)
«Доля секунды» (англ. Split Second) — нуаровый триллер режиссёра Дика Пауэлла, вышедший на экраны в 1953 году.
Фильм рассказывает о паре сбежавших из тюрьмы опасных преступников, которые укрылись вместе с группой заложников в городе-призраке, расположенном на ядерном полигоне в Неваде, где через несколько часов ожидается проведение испытательного ядерного взрыва.
Картина относится к субжанру нуаров с заложниками, в который входят также такие ленты, как «Окаменелый лес» (1936), «Ки-Ларго» (1948), «Тёмное прошлое» (1948) и «Часы отчаяния» (1955). Особенность этого фильма состоит в том, что над заложниками нависает угроза погибнуть не только от рук бандитов, но и в результате ядерного взрыва.

## Сюжет
На испытательном полигоне в пустыне Невада около города Меркьюри учёные и военные готовятся к проведению испытания атомной бомбы, которое должно состояться на следующий день в 6.00 утра. Военные патрули облетают на вертолётах и объезжают на автомобилях территорию в радиусе нескольких километров от места проведения взрыва, информируя всех, кто там находится, немедленно выехать за её пределы. Одновременно на всех дорогах, которые проходят неподалеку от места проведения взрыва, выставляются военные блокпосты.

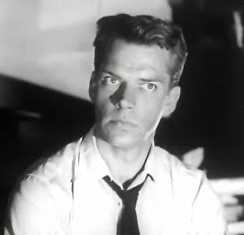
Кит Эндс в роли Ларри Флеминга

Местный журналист Ларри Флеминг (Кит Эндс) получил задание подготовить для газеты материал о проведении взрыва, и находится вместе с военными в специально оборудованном оперативном бункере. Неожиданно приезжает его коллега с известием, что только что из тюрьмы в Карсон-Сити сбежали двое особо опасных преступника Сэм Хёрли (Стивен Макнэлли) и Барт Мур (Пол Келли). Считая эту новость более сенсационной, редактор газеты поручает Ларри немедленно отправляться в тюрьму и подготовить материал о побеге. По дороге Ларри останавливается в кафе, где знакомится с молодой привлекательной танцовщицей Дороти «Дотти» Вэйл (Джен Стерлинг), которая направляется в Рино. У неё нет денег, чтобы заплатить за кофе и купить билет на автобус, и, расплатившись за девушку, Ларри берётся подвезти её до ближайшего города.
Сэм и Барт, который при побеге получил огнестрельное ранение в живот, добираются до условленного места, где их поджидает на машине их сообщник Дамми (Фрэнк де Кова). Они доезжают до ближайшей автозаправочной станции, где Сэм, угрожая оружием единственному сотруднику, требует показать всю территорию хозяйства. Когда сотрудник пытается оказать сопротивление, Сэм безжалостно убивает его. Затем заключённые переодеваются в найденную на заправке гражданскую одежду и поджидают следующую машину, на которой рассчитывают вырваться за пределы оцепленного района.

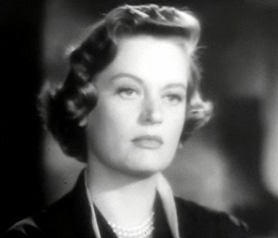
Алексис Смит в роли Кэй Гарвен

Вскоре на автозаправку заезжает представительный лимузин, в котором сидит красивая светская леди Кэй Гарвен (Алексис Смит) со своим любовником, страховым брокером Артуром Эштоном (Роберт Пейдж). Угрожая им оружием, Сэм, Барт и Дамми садятся на заднее сидение и требуют везти их по указанному маршруту. На сидении Сэм обнаруживает конверт, адресованный Доктору Гарвену и миссис Гарвен с указанием их адреса в Пасадене, Калифорния. По дороге Сэм рассказывает, что он и Барт являются двумя оставшимися в живых участниками ограбления, во время которого было похищено полмиллиона долларов. В настоящее время деньги спрятаны у надёжного человека, и, получив их, они рассчитывают скрыться в Южной Америке. Поскольку раненому Барту становится хуже, и он всё настойчивее просит отвезти его к врачу, Сэм решает заставить мужа миссис Гарвен приехать и сделать Барту операцию. Остановившись в ближайшем кафе, Сэм звонит на работу доктору Нилу Гарвену (Ричард Эган), и, угрожая жизнью жены, требует, чтобы тот с медицинскими инструментами немедленно приехал по названному адресу.
Через некоторое время после отправления Сэм замечает впереди военный блокпост и приказывает развернуться, чтобы ехать в обратном направлении. Затем посреди дороги машина останавливается из-за того, что кончился бензин, так как во время захвата Кэй так и не успела заправиться. По приказу Сэма Кэй выходит на дорогу и останавливает следующую проезжающую машину, ей оказывается вместительный универсал Ларри. Урожая оружием, Сэм заставляет всех сесть в салон, а сам садится за руль. Они приезжают в Город потерянных надежд, заброшенный шахтёрский посёлок в непосредственной близости от места проведения взрыва, где Сэм надеется отсидеться, поскольку в этом месте их никто не будет искать. Он планирует, что доктор сделает Барту операцию, после этого они скроются на машине незадолго до взрыва.

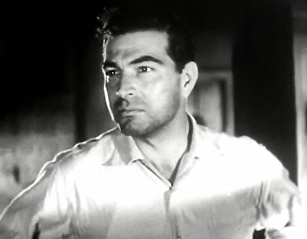
Стивен Макнэлли в роли Сэма Хёрли

Вся группа располагается в помещении заброшенного салуна. Сэм сообщает Кэй, что по телефону вызвал её мужа, чтобы тот сделал Барту операцию, однако, рассмеявшись, Кэй отвечает, что разводится с Нилом и потому сильно сомневается в том, что он приедет. Некоторое время спустя Кэй говорит Артуру, что находит в Сэме что-то привлекательное. Тем временем на улице Ларри по-журналистски расспрашивает Сэма о его судьбе. Выясняется, что на войне Сэм был героем, однако, вернувшись домой, не нашёл себе иного места, кроме как стать на путь преступлений и убийств. Он озлоблен на мир и не испытывает никакого сострадания к своим жертвам. Заходя обратно в салун, Сэм хватает Джэн и против её желания целует её в губы.

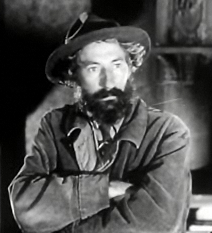
Артур Ханникатт в роли Эйса Тремейна

Неожиданно в салуне раздаётся стук в дверь, вызывая испуг у бандитов. Однако оказывается, что из очередного похода по горам вернулся старатель Эйса Тремейн (Артур Ханникатт), который давно живёт в этом месте и прекрасно помнит те времена, когда в городке кипела жизнь. Сэм выходит во двор, чтобы проверить, не привёл ли Эйса кого-либо с собой, и обнаруживает, что у их автомобиля течёт радиатор. По возвращении Сэм требует, чтобы Кэй пошла с ним на кухню, чтобы приготовить кофе. Артур гневно протестует и пытается наступать на Сэма, однако тот хладнокровно убивает его двумя выстрелами из пистолета. На кухне Кэй заявляет Сэму, что готова на всё, лишь бы сохранить себе жизнь, и её не волнует судьба остальных, охотно отвечая на страстные поцелуи Сэма. Они проводят некоторое время наедине, после чего растрёпанная Кэй выходит и выпивает рюмку из своей фляжки. Эйса незаметно сообщает Ларри, что у него в походном мешке лежит револьвер, однако пока не удаётся подобраться к мешку поближе, так как он лежит у ног вооружённого винтовкой Дамми. Затем по предложению Дотти Ларри пытается склонить на свою сторону Барта, говоря, что Сэм вряд ли согласится делить с ним припрятанные деньги, однако Барт отказывается слушать доводы журналиста и остаётся на стороне Сэма.
Вскоре на своей машине приезжает доктор Гарвен, который прекрасно знает об изменах жены, но тем не менее считает своим долгом защитить её, рискуя собственной жизнью. Осмотрев Барта, он сообщает Сэму, что состояние тяжёлое и пациенту срочно нужно в больницу. Однако Сэм отвечает, что доктору придётся делать операцию здесь и немедленно. Не имея выбора, Гарвен соглашается. Он оборудует место для операции и просит Дотти продезинфицировать медицинские приборы и вскипятить воду. Пока Дотти находится на кухне, к ней заходит Сэм, который начинает к ней приставать, предлагая бежать вместе с ним. Тем временем доктор обсуждает с Кэй их неудачный брак: она упрекает его, что он интересовался только работой и не обращал на неё внимания. Он говорит, что не уверен в том, любит ли её по-прежнему, но готов заботиться о ней, хотя они вряд ли смогут быть вместе.

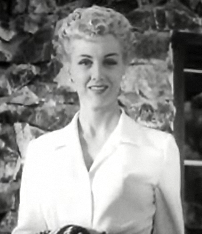
Джен Стерлинг в роли Дороти Вэйл

Когда доктор, наконец, готов приступить к операции и собирается ввести Барту снотворное, тот неожиданно просит Сэма прочитать ему несколько строк из Библии. Оказывается, что Библия есть у Эйсы в мешке. Вынимая книгу, Эйса незаметно достаёт и револьвер, который прячет под курткой. После того, как Сэм начинает читать вслух отрывок из Библии, Барт под воздействием снотворного быстро засыпает, и Гарвен приступает к операции, взяв в ассистентки Дотти. Тем временем Эйса пытается незаметно передать револьвер Ларри, однако Сэм видит это и выбивает оружие из рук журналиста, а затем собирается расправиться с ним. Начинается драка, в ходе которой Сэм жестоко избивает Ларри. Когда ему на помощь бросается Дотти, то достаётся и ей. Видя происходящее, доктор Гарвен прекращает операцию и заявляет, что не будет ничего делать, пока Сэм не остановится. Сэм успокаивается, но предупреждает всех больше не пытаться быть «героями». После инцидента возникшая между Ларри и Дотти взаимная симпатия ещё более усиливается. Операция завершается успешно, после чего доктор говорит Сэму, что Барту нужны как минимум сутки покоя, иначе он может не выдержать. Однако Сэм отвечает, что у них нет выбора, так как до взрыва осталось всего несколько часов.

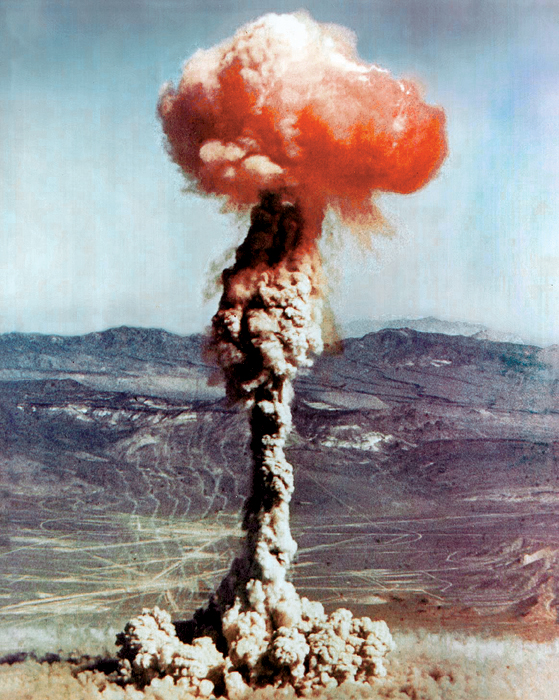
Испытания ядерного оружия в Неваде в 1951 году

В 4.45 военные принимают решение в связи с погодными условиями перенести время взрыва с 6.00 на 5.00. Об этом сообщается по радио, однако в салуне никто сообщение не слышит. Лишь когда раздаётся сирена, Ларри объявляет, что это сигнал, обозначающий, что до взрыва осталось 10 минут. Сэм быстро поднимает Барта со стола и одевает его. Кэй умоляет взять её с собой, однако Сэм испытывает к ней антипатию, вместо этого предлагая поехать Дотти, но та категорически отказывается. Сэм приказывает связать всех заложников, однако Барт просит не делать этого, и в подтверждение своих слов направляет на Сэма оружие. Следующий сигнал о пятиминутной готовности приводит всех в ужас. Начинается паника, в ходе которой Ларри и Эйсу удаётся оглушить Дамми и завладеть пистолетом. Однако Сэм и Барт успевают выскочить на улицу и сесть в машину Гарвена, вместе с ними в машину проскальзывает и Кэй. Автомобиль резко стартует с места и уносится, однако за минуту до взрыва Сэм понимает, что поехал не в ту сторону и оказался вплотную у ядерного заряда. Тем временем Эйса уводит Ларри, Дотти и доктора Гарвена в расположенную поблизости заброшенную шахту. Сэм разворачивается и мчится в противоположном направлении, однако взрыв застаёт машину вместе с пассажирами в Городе потерянных надежд, сметая как сам город, так и машину. Ларри, Дотти, Гарвен и Эйса пережидают взрыв в шахте, а после того, как пыль оседает, и угрозы заражения больше нет, выбираются наружу. Доктор Гарвен восклицает: «И это будущее?»

## В ролях
- Стивен Макнэлли — Сэм Хёрли
- Алексис Смит — Кэй Гарвен
- Джен Стерлинг — Дороти «Дотти» Вэйл
- Кит Эндс — Ларри Флеминг
- Артур Ханникатт — Эйса Тремейн
- Пол Келли — Барт Мур
- Роберт Пейдж — Артур Эштон
- Ричард Эган — доктор Нил Гарвен
- Фрэнк де Кова — Дамми

## Создатели фильма и исполнители главных ролей
Историк кино Дэвид Калат отмечает, что «Дик Пауэлл появился в Голливуде сначала как поющий актёр с детским лицом в мюзиклах студии „Уорнер бразерс“. После примерно десятилетия пения на экране Пауэлл неожиданно открыл себя заново в качестве крутого парня криминальных триллеров 1940-х годов». После успеха в фильме нуар «Это убийство, моя милочка» (1944), Пауэлл сыграл главные роли в таких фильмах нуар, как «Загнанный в угол» (1945), «Джонни О’Клок» (1947), «Западня» (1948), «Крик об опасности» (1951), а также в драме о кинематографе «Злые и красивые» (1952). После такого резкого поворота в своей карьере Пауэлл "затем сделал это ещё раз — оставив актёрскую карьеру он встал с другой стороны камеры в качестве режиссёра, произведя нужное впечатление на босса RKO Говарда Хьюза. Хьюз проникся симпатией к Пауэллу и дал ему зелёный свет на постановку его первого фильма — «Доля секунды». В общей сложности Пауэлл поставил пять фильмов, самым значимым среди которых стала драма о борьбе подводных лодок во время Второй мировой войны «Под нами враг» (1957) с Робертом Митчемом и Курдом Юргенсом в главных ролях. «Успех Пауэлла в качестве режиссёра был скромным, но достаточно уверенным, чтобы позволить ему основать собственную телевизионную продюсерскую фирму „Фор Стар Телевижн“. Многие его коллеги по голливудской эпохе 1930-х годов смотрели с презрением и ужасом на телевидение, и его быстрое вторжение в их профессиональную сферу. Но вечно молодой Пауэлл приспособился к новому делу и справился с ним».
Стивен Макнэлли известен ролями как положительных, так и отрицательных персонажей в фильмах нуар «Крест-накрест» (1949), «Выхода нет» (1950), «Женщина в бегах» (1950), «Дипкурьер» (1952) и «Жестокая суббота» (1955). Алексис Смит известна по ролям в драмах «Бремя страстей человеческих» (1946) по Сомерсету Моэму, «Женщина в белом» (1948) по Уилки Коллинзу и «Молодые филадельфийцы» (1959). Свои самые заметные роли в жанре нуар она сыграла в фильмах «Конфликт» (1945), «Две миссис Кэррол» (1947), «Поворотная точка» (1952) и «Спящий тигр» (1954). В 1948 году Джен Стерлинг сыграла вместе с Макнэлли в оскароносной драме «Джонни Белинда», после чего её наиболее значимыми работами стали фильмы нуар «В клетке» (1950), «Туз в рукаве» (1951), «Свидание с опасностью» (1951), «Женская тюрьма» (1955), «Тем тяжелее падение» (1956) и «Убийство на десятой авеню» (1957), а также фантастическая драма «1984» (1956).

## Историческая обстановка создания фильма
Калат отмечает, что «до заключения Договора о запрещении испытаний ядерного оружия в атмосфере, космическом пространстве и под водой в 1963 году, наземные испытания ядерного оружия были обычным явлением для послевоенной Америки — и страх по поводу этих испытаний смешивался с наивным восхищением. В какой-то момент фильма диктор по радио обещает заранее оповестить слушателей об испытании, чтобы они могли забраться на свои крыши и наблюдать за взрывом!».
По словам Калата, «жестокая ирония финальной сцены фильма» заключалась в том, что произошло несколько лет спустя, когда Пауэлл как режиссёр снимал фильм «Завоеватель» (1956) с Джоном Уэйном в главной роли. Съёмки проводились в Сент-Джордже, Юта, «расположенном с подветренной стороны от реального наземного ядерного испытания, подобного тому, что показан в „Доле секунды“». Творческая группа Пауэлла на съёмках состояла из 220 человек, 25 лет спустя 91 из них умер от рака, что в три раза превышает средний уровень по стране. «Среди умерших был и сам Уэйн, а также Пауэлл, который умер от лимфомы через семь лет после съёмок». Хотя съёмки данного фильма проводились в пустыне Мохаве в Калифорнии вдали от зоны ядерных испытаний, тем не менее трое основных актёров — Смит, Ханникатт и Эган — также умерли от рака в возрасте от 65 до 72 лет.

## Оценка фильма критикой

### Общая оценка фильма
После выхода на экраны картина получила в целом позитивные отклики, хотя и с некоторыми оговорками. Кинообозреватель «Нью-Йорк таймс» А. У. Уэйлер, назвав её «значительным шагом в правильном направлении», тем не менее посчитал, что эта «первая режиссёрская работа Пауэлла вряд ли поразит кинематографический мир». Обозреватель обращает внимание на то, что фильм предлагает «достаточно напряжённую приключенческую историю, связанную с ядерной эпохой», которая, однако, «редко носит взрывной характер», далее отмечая, что «к сожалению, темп, в котором движется этот триллер, неустойчив, а концовка хотя и впечатляет, но вряд ли для кого-то будет неожиданной».
Современные критики высоко оценивают фильм, сетуя однако на его относительную малоизвестность. Так, киновед Артур Лайонс написал, что этот «превосходный саспенс-фильм», ставший режиссёрским дебютом Пауэлла, представляет собой «своего рода „Часы отчаяния“ ядерной эпохи», отметив «хороший темп, сценарий, постановку и операторскую работу Николаса Мусураки». Майкл Кини назвал картину «увлекательным триллером», который «отмечен режиссёрским дебютом бывшего актёра-певца и иконы нуара Пауэлла», а Джефф Майер назвал картину «малоизвестным фильмом нуар», при этом «напряжённо-тревожным клаустрофобным фильмом, показывающим группу людей, оказавшихся в ловушке около места проведения испытания атомной бомбы» .
Крейг Батлер также пишет что фильм «не столь хорошо известен, как он того заслуживает, но любим многими, кто его знает», называя его «невероятно напряжённым фильмом нуар, совмещённым с фильмом об атомной бомбе», который стал «многообещающим режиссёрским дебютом актёра и певца Дика Пауэлла». Калат отмечает, что фильм «является наследником „Окаменелого леса“ (1936) Арчи Майо, часто упоминаемого как источник вдохновения для триллеров с заложниками», далее указывая, что в основу картины положена «беспроигрышная идея применить зарекомендовавшую себя формулу „Окаменелого леса“ к паранойе ядерной эпохи». Деннис Шварц назвал картину «напряжённым триллером», в котором действует «несколько неординарных и эксцентричных персонажей с заметными психологическими дефектами. Персонажи отлично прописаны, но сюжетная линия фильма слишком слаба, чтобы удерживать картину», отмечая также, что по большей части это «стандартная криминальная драма, которая имеет свои, щекочущие нервы, возбуждающие моменты». Критик Джейми С. Рич назвал его «добротным фильмом второго ряда, который движется хорошим темпом и обеспечивает умеренное развлечение». Однако, по мнению критика, «фильм не слишком напряжён, несмотря на драматичность сценария. Главная причина в этом — Хёрли, который написан не столь уж угрожающим. Он скорее всезнающий пессимист, способный разгадать тайну любого, чем играющий с жертвами опасный убийца. До определённой степени он раскручивает сюжет, но самые острые моменты возникают сами по себе,… большая часть фильма по сути ничем не примечательна».

### Жанровая и тематическая особенность фильма
Многие критики обратили внимание как на сходство картины с другими драмами о захвате заложников, так и на особый поворот этой темы, связанный с тем, что заложники удерживаются в месте, где ожидается проведение ядерного взрыва. В своей рецензии 1953 года Уейлер подчёркнул, что «сценарий не проходит мимо драмы, которая коренится в ядерных испытаниях в Неваде, и в суровых последствиях для пустыни, в которой совершаются взрывы. Связав сельскую местность с трио сбежавших убийц, которые удерживают разнородных невинных автолюбителей в городе-призраке в центре зоны испытаний, фильм достигает моментов похвальной напряжённости. А экстренная операция, которую проводит один из сбежавших заключённых, становится гонкой с кровотечением и с Часом Ч, в который произойдёт ядерный взрыв». Калат со своей стороны отмечает: «Естественно, практически ни один обозреватель не упустил возможности сравнить „Долю секунды“ с новаторским фильмом Арчи Майо „Окаменелый лес“», который «немедленно заставил рынок выстраивать драмы по своему складному рецепту: взять разношёрстный коллаж незнакомцев-неудачников, бросить их вместе в стрессовые обстоятельства, и подать горячими. На эту формулу опирались не только триллеры о заложниках, но также и фильмы-катастрофы, постапокалиптические фильмы про зомби и даже телевизионный ситком „Остров Гиллигана“ (1964-67). Однако отличительной чертой „Доли секунды“ стала природа „стрессовых обстоятельств“. Хладнокровный убийца ради собственной защиты не только похищает и удерживает в заложниках группу людей — но он делает это в месте, где ожидается проведение испытания ядерной бомбы». Батлер считает, что «хотя в сюжете есть дыры, а изначальная посылка с „мешаниной из персонажей, вместе оказавшихся в ловушке в одном месте“ хорошо знакома, Пауэлл разыгрывает её по максимуму. Нависающая угроза атомного взрыва, естественно, усиливает напряжённость и устанавливает персонажам по-настоящему грозный и пугающий крайний срок для их действий».

### Персонажи фильма
Уейлер считает, что персонажи фильма — «как те, кто захватил пленников, так и те, кто оказался в плену — не особенно оригинальны, а некоторые получают поверхностную трактовку. Предводитель бандитов Сэм Хёрли достоверен в роли крутого гражданина, который ненавидит тюрьму, он рассчитывает получить свою долю от 500 тысяч долларов и убежище в Южной Америке. Он может быть безжалостно убийственным, орудуя как пистолетом, так и кулаками. Эгоистичная, любящая развлечения светская дама Кэй Гарвен, которая собирается разводиться со своим мужем-врачом, готова на всё ради спасения своей шкуры. Доблестный и готовый на самопожертвование Нил Гарвен отважен согласно клятве Гиппократа и своей совести. Дотти, яркая блондинка и актриса в ночном клубе, проявляет достаточную твердость, чтобы выбрать репортёра, вероятно, обрекая себя на смерть, чем свободу в компании Хёрли. Газетчик Ларри Флеминг готов принять избиение в попытке спасти остальных». Шварц пишет, что «Макнэлли сыграл жестокого преступника, Джен Стерлинг — милую дорожную попутчицу, а Алексис Смит — слабую личность, думающую только о себе». Загадкой для критика остался персонаж «хорошего доктора самоубийственного типа, который клюёт на наживку киллера и изображает героя для жены, которая его больше не любит».

### Оценка работы режиссёра и актёров
Батлер справедливо обратил внимание на то, что «в качестве актёра Пауэлл чётко знал, что и как надо делать в криминальных мелодрамах, и он применяет личный опыт в этом жанре в работе над этой картиной. Пауэллу помогает первоклассная чёрно-белая операторская работа Николаса Мусураки, благодаря блестящей работе которого создаётся атмосфера и визуальная напряжённость». На чёткую операторскую работу Мусураки обращает внимание и Шварц. Уейлер отметил, что «для своего режиссёрского дебюта Пауэлл, к счастью, собрал небольшой, но увлечённый и компетентный актёрский состав, и довольно сильный сценарий с современным аспектом, служащим зацепкой в этой мелодраме».
Касаясь актёрских работ, Уейлер пишет: «Стивен Макнэлли играет хладнокровного, расчётливого и безжалостного преступника, жесткость которого исчезает в тем моменты, когда он заботится о своём раненом сообщнике Поле Келли. Алексис Смит в роли эгоистичной светской дамы раболепствует и унижается, отчаянно цепляясь за жизнь. Джен Стерлинг демонстрирует вполне обоснованную раздражённость, играя блондинку из ночного клуба. Ричард Эган показывает спокойную силу и отвагу в роли доктора, а Кит Эндс — в роли репортёра. Роберт Пейдж в роли друга мисс Смит с несчастной судьбой, Пол Келли в роли раненого заключённого, и седой старатель Артур Ханникатт вносят свой вклад в действие фильма». По мнению Батлера, «отлично играют все актёры, но особенно хороши Стивен Макнэлли, Пол Келли, Джен Стерлинг и по-настоящему жалкая и презренная Алексис Смит». Майкл Кини, считает, что «Макнэлли в одной из своих лучших ролей, великолепен в роли всегда готового на убийство лидера банды. Стерлинг как раз на своём месте, играя познавшую жизнь трезвомыслящую танцовщицу, а Смит восхитительно постыдна в роли ноющей ловкачки, которая готова на всё, даже отдаться убийце-садисту, лишь бы избежать опасности».